# Harry Smith
Harry Smith (2 de agosto de 1985) es un luchador profesional canadiense bajo el nombre de Davey Boy Smith, jr. que trabaja en NWA. Bajo los nombre de DH Smith y David Hart Smith luchó en Major League Wrestling (MLW) y en la New Japan Pro-Wrestling (NJPW). Dentro de sus logros destacan un reinado como Campeón Unificado en Parejas de la WWE junto con Tyson Kidd, uno como Campeón en Parejas de la IWGP junto a Lance Archer y uno como Campeón Mundial en Parejas de la NWA junto a Acher.
Smith es un miembro de la Familia Hart. Su madre es Diana Hart y su padre fue Davey Boy Smith (The British Bulldog) y sus tíos son Bret Hart, Owen Hart y Jim Neidhart y es primo de Natalya y Teddy Hart. Utiliza las iniciales "DH" en homenaje a sus familiares (D por su padre Davey y H por Hart).

## Carrera

### Circuito independiente (2000-2004)
Harry Smith empezó a pelear cuando tenía 8 años, siendo entrenado por su padre, Davey Boy Smith y su tío Bruce. Hizo una aparición en la World Wrestling Federation el 5 de octubre de 1996 cuando tenía 10 años, haciendo equipo con su primo 10 Teddy Hart contra T.J. Wilson y Andrew Picarnia en un house show de la WWF en Calgary. Hizo su debut profesional cuando tenía 15 años en el Rockyford Rodeo y entró en la Stampede Wrestling. En mayo de 2002, Smith hizo equipo con su padre en dos ocasiones, poco antes de que su padre muriera. Harry además decidió acabar sus estudios antes de firmar con la WWE.
En 2004, Smith empezó a hacer equipo con T.J. Wilson, siendo llamados Stampede Bulldogs, una referencia a los British Bulldogs, el equipo compuesto por su padre y su segundo primo, Dynamite Kid. El mismo año, formó un stable conocido como The Hart Foundation Version 2.0 con Wilson, Jack Evans y Teddy Hart. The Hart Foundation Version 2.0 inicialmente estuvo en la Stampede Wrestling antes de irse a Estados Unidos, donde entraron en la Major League Wrestling.

### New Japan Pro-Wrestling (2005-2006)
En enero de 2005, Smith estuvo en Japón durante 5 semanas por una gira, peleando en la New Japan Pro-Wrestling bajo el nombre de "Black Assassin" y se le rompió la mano mientras peleaba allí. Después de ese año, Smith dejó la Stampede Wrestling y peleó unas dark matches para la World Wrestling Entertainment antes de irse a un segundo tour a Japón. Volvió a la Stampede Wrestling en octubre de 2005 y el 25 de noviembre de 2005 fue derrotado por T.J. Wilson en las finales de un torneo para el vacante Campeonato de los Pesos Pesados de Norteamérica de Stampade.
Smith viajó a Inglaterra en enero del 2006, apareciendo en la 1 Pro Wrestling en el evento No Turning Back. Smith fue el luchador misterioso que se enfrentó al Campeón Mundial de los Pesos Pesados de la NWA Jeff Jarrett, siendo ayudado por su tío Bret Hart.

### World Wrestling Entertainment / WWE (2006-2011)
El 1 de abril de 2006, Smith estuvo en la ceremonia de introducción de Bret Hart en el WWE Hall of Fame. El mismo día, la WWE le ofreció un contrato por el vicepresidente de relaciones con talentos Johnny Ace, aceptándolo. Peleó en unas dark matches para la compañía antes de su debut, derrotando a Rob Conway, Robbie McAllister, Mike Knox, Kenny K, Wavell Starr y perdiendo ante Randy Orton. Smith hizo su debut televisivo el 5 de junio de 2006, yendo al ring junto a muchos otros luchadores del roster de la ECW.

#### Territorios de desarrollo (2007)
Tras esto, fue enviado al territorio de desarrollo de la WWE, la Ohio Valley Wrestling, debutando en una pelea por parejas junto a Kofi Kingston, derrotando a Johnny Punch y Pat Buck. El equipo de Smith y Kingston fue conocido como Commonwealth Connection y se enfrentaron a La Résistance, perdiendo. Harry Smith fue enviado tras esto a la Deep South Wrestling y volvió a formar los Stampede Bulldogs junto a T.J. Wilson.
Después de que la WWE acabara sus tratos con la DSW, Harry fue movido a la Florida Championship Wrestling. El 26 de junio en el Dallas Bull en Tampa, Florida, Smith ganó una battle royal de 21 personas, siendo el primer Campeón Sureño de los Pesos Pesados de la FCW.
Smith se unió con sus primos Teddy Hart y Nattie Neidhart, formando el Next Generation Hart Foundation. Debutaron en la OVW en su primer Royal Rumble por equipos, siendo vencidos por James Boys. Smith entonces volvió a la FCW y formó otra versión de New Hart Foundation, junto a Teddy Hart, TJ Wilson y Ted DiBiase Jr. Ganaron a Carlito y en una dark match durante una grabación de RAW en Reino Unido.
El 16 de octubre, Smith perdió su cinturón ante Afa Jr..

#### 2007-2008
Hizo su debut televisivo como D.H. Smith el 22 de octubre en una edición de RAW, derrotando a Carlito usando la running powerslam de su padre, siendo dedicada la pelea a él. Luego se unió a Jeff Hardy para derrotar a Carlito y Mr. Kennedy.
El 2 de noviembre de 2007, se anunció que Smith fue suspendido durante 30 días por la violación de la política antidrogas de la compañía. Smith volvió a estar activo el 17 de diciembre, derrotando a Charlie Haas en Heat. Después de su regreso, Smith peleó especialmente en Heat, normalmente perdiendo. En abril de 2008, se volvió heel, venciendo a Hacksaw Jim Duggan usando las cuerdas para apoyarse.
En el Supplemetal Draft 2008 fue transferido desde RAW a Smackdown, pero fue enviado de nuevo a la FCW.

#### Territorio de desarrollo (2008-2009)
Al regresar a la Florida Championship Wrestling, hizo pareja junto a TJ Wilson, siendo conocidos como The New Hart Foundation, ganando el Campeonato en Parejas de Florida de la FCW al derrotar el 30 de octubre de 2008 a Heath Miller & Joe Hennig. Lo retuvieron hasta el 11 de diciembre, perdiéndolo ante Johnny Curtis & Tyler Reks. También tuvo una oportunidad por el Campeonato Peso Pesado de Florida de la FCW ante Eric Escobar, pero perdió.

#### 2009-2011

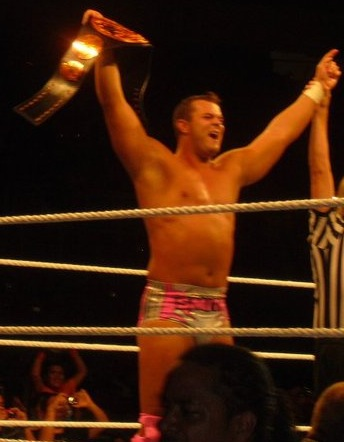
David Hart Smith como Campeón de Parejas de la WWE.

El 15 de abril de 2009, fue enviado a la marca ECW por el draft suplementario, sin haber debutado en SmackDown. Debutó en la ECW bajo el nombre de David Hart Smith atacando a Finlay ayudando a Tyson Kidd, volviéndose heel. El 19 de mayo hizo su debut oficial en la ECW derrotando a Finlay.
El 29 de junio fue traspasado junto a Tyson Kidd y Natalya de la ECW a SmackDown!. En Bragging Rights, el Team SmackDown (Chris Jericho, Kane, R-Truth, Finlay, The Hart Dynasty (David Hart Smith & Tyson Kidd) & Matt Hardy) derrotó al Team RAW (D-Generation X (Triple H & Shawn Michaels), Cody Rhodes, The Big Show, Kofi Kingston, Jack Swagger & Mark Henry) después de una traición de Show. El 25 de diciembre tuvo una oportunidad por los Campeonatos Unificados en Pareja de la WWE de D-Generation X, pero perdieron.
En WrestleMania XXVI apareció como leñador durante la lucha entre Bret Hart y Vince McMahon estando del lado de McMahon, pero durante su lucha, ayudó a su tío junto a toda su familia, cambiando a face. Luego, empezaron un feudo por los Campeonatos Unificados en Pareja de la WWE frente a The Big Show & The Miz, enfrentándose a ellos en RAW el 29 de marzo, en Extreme Rules y el 26 de abril en RAW, ganando los tres combates: el primero por cuenta de fuera, por lo que no ganaron el título, el segundo ganaron una oportunidad por los títulos al día siguiente y el tercero ganaron los títulos. Debido al Supplemental Draft, fue traspasado de SmackDown! a RAW junto a Kidd y Natalia.
Luego empezaron un feudo con los debutantes The Usos, enfrentándose The Hart Dynasty & Natalya a The Usos & Tamina (mánager de The Usos) en Fatal 4-Way, ganando los primeros. Luego, les volvieron a derrotar en una lucha titular en Money in the Bank. En Night of Champions, participaron en un Tag Team Tumoril match por sus títulos, siendo eliminados en la primera ronda por The Usos, por lo que perdieron los títulos ante los ganadores, Cody Rhodes & Drew McIntyre. Luego tuvieron numerosas derrotas ante los campeones hasta que Smith culpó a Tyson Kidd de sus derrotas. Luego, en Superstars debido a su interferencia provocó que Kidd perdiera ante Zack Ryder. En la edición de RAW "Old School" enfrentó junto a Tyson Kidd a Heath Slater y Justin Gabriel, pero durante el combate fue traicionado por Tyson Kidd iniciado así un feudo entre los dos, siendo derrotado por Tyson Kidd. Participó en la batalla real de WrestleMania XXVII y no logró ganar, también estuvo como leñador en la lucha por los Campeonatos en Pareja de la WWE en el evento Extreme Rules. Desde julio del año 2011, no ha aparecido en televisión y sólo ha competido en Dark Matches. Finalmente, el 5 de agosto fue despedido de la WWE junto a Vladimir Kozlov, Chris Masters y la diva Melina. Tras su marcha de la compañía, Bret Hart dijo lo siguiente: Es desafortunado, pero estas cosas pasan, es posible verlo como una caída, pero también podrías verlo como una bendición disfrazada, creo que es un gran talento, pero tiene que reinventarse a sí mismo y por alejarse de la WWE podría ser un buen descanso, pero no dudo que con el tiempo estará de regreso en la WWE. Todavía es joven y un gran talento.
Él tiene que alejarse y buscar reinventarse a sí mismo, mi hermano Owen (Hart – q. e. p. d.), dejó la empresa años atrás, cuando estaba luchando como The Blue Blazer y salió de la WWE e hizo algunas giras y promociones diferentes y luego regresó un par de años más tarde y encontró el éxito que estaba buscando.

### Circuito independiente (2011-2012)
Después de ser despedido, Smith debutó en la promoción japonesa Inoki Genome Federation (IGF), luchando bajo su verdadero nombre perdiendo ante Hideki Suzuki. El 3 de septiembre, hizo equipo con Bobby Lashley, perdiendo ante Kendo Kashin & Kazuyuki Fujita.
En diciembre de 2011, tomó parte en el proyecto de la Total Nonstop Action Wrestling en India, Ring Ka King, bajo el nombre de Bulldog Hart. Durante la primera semana de grabaciones, él y Chavo Guerrero fueron coronados como los primeros Campeones en Parejas de la promoción. Sin embargo, lo perdieron el 22 de febrero (emitido el 11 de marzo) de 2012 ante Abyss & Scott Steiner. El 13 de enero de 2012, luchó como Brakuss en un evento de la promoción de Billy Corgan Resistance Pro Wrestling, derrotando a The Almighty Sheik y Kevin Steen para coronarse como el primer Campeón Peso Pesado de la RPW.
El 29 de enero, hizo su debut en la Pro Wrestling Guerrilla (PWG), donde fue derrotado junto a Davey Richards ante The Young Bucks (Matt & Nick Jackson).
Tras esto, empezó un feudo con Rhino en la RPW, enfrentándose por el título el 17 de febrero, reteniendo Smith. Luego, el 23 de marzo, volvieron a enfrentarse, esta vez poniendo Rhino también en juego el Campeonato Mundial Peso Pesado de la ECW, pero quedaron sin resultado. Finalmente, derrotó a Rhino en un Steel Cage match con Raven como árbitro. Sin embargo, el 10 de octubre fue despojado del título por sus comprimisos en Japón.

### New Japan Pro-Wrestling (2012-2019)

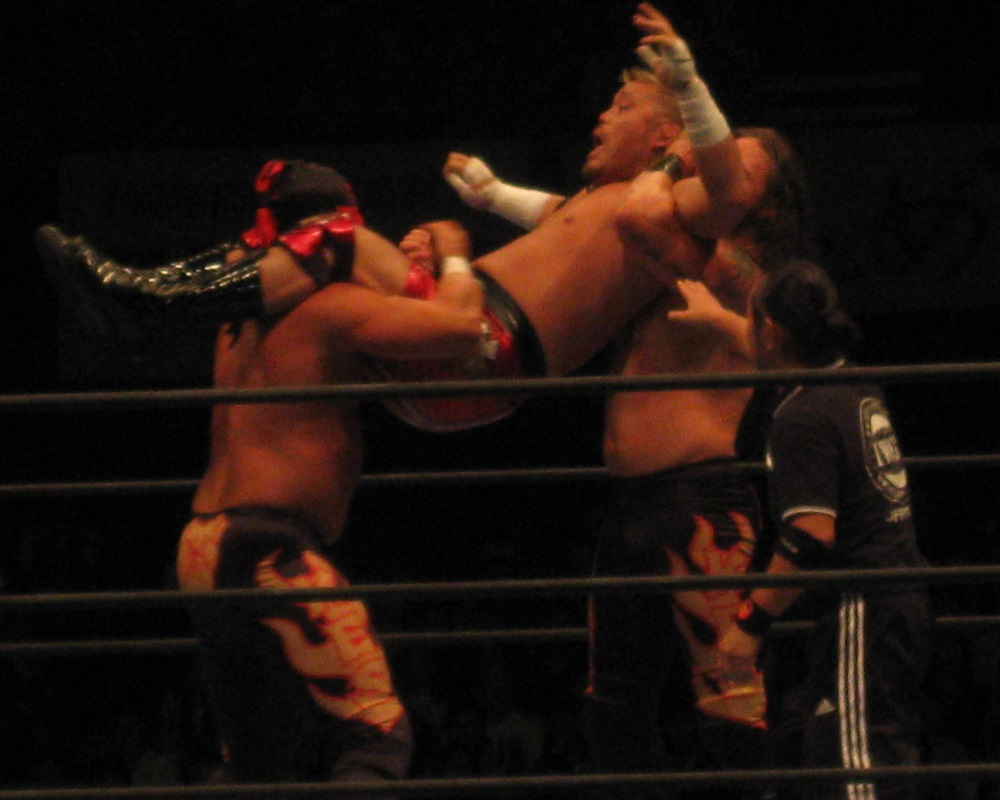
K.E.S. aplicando su Killer Bomb a Hiroyoshi Tenzan.

El 13 de agosto de 2012, la NJPW anunció que Smith regresaría a la empresa el mes siguiente como miembro del stable de Minoru Suzuki, Suzuki-gun, haciendo equipo con Lance Archer. Smith hizo su regreso el 7 de septiembre, donde él, Archer, Minoru Suzuki & Taka Michinoku fueron derrotados por Hiroyoshi Tenzan, Satoshi Kojima, Togi Makabe & Yuji Nagata, por descalificación. El 24 de septiembre, cambió su nombre a Davey Boy Smith, Jr. El 8 de octubre en King of Pro-Wrestling, derrotaron a Kojima & Tenzan, ganando el Campeonato en Parejas de la IWGP. K.E.S. tuvo su primera defensa exitosa el 11 de noviembre en Power Struggle, derrotando a los excampeones en la revancha. Del 20 de noviembre al 1 de diciembre, K.E.S. participaron en el torneo 2012 World Tag League, terminando con cuatro victorias y dos derrotas, avanzando a las semifinales del torneo. El 2 de diciembre derrotaron a Always Hypers (Togi Makabe & Wataru Inoue) para llegar a la final. Ese mismo día, fueron derrotados en la final por Sword & Guns (Hirooki Goto & Karl Anderson). El 11 de marzo participó en la primera ronda de la 2013 New Japan Cup, derrotando al Campeón Intercontinental Shinsuke Nakamura. Esta victoria sobre el antiguo tres veces campeón Peso Pesado fue referida como la mayor de su carrera. Seis días después, pasó a la semifinal al derrotar a Yujiro Takahashi. Sin embargo, el 23 de marzo fue derrotado por Hirooki Goto.
El 5 de abril, KES retuvo por cuarta vez su título ante Shinsuke Nakamura & Tomohiro Ishii. Dos días después, tuvo una oportunidad por el Campeonato intercontinental de Nakamura, pero fue derrotado. El 20 de abril de 2013, KES participó en un evento de la National Wrestling Alliance, poniendo sus campeonatos en juego. En el evento derrotaron a Ryan Genesis & Scot Summers, reteniendo su campeonato y ganando el Campeonato Mundial en Parejas de la NWA. Sin embargo, el 3 de mayo en Wrestling Dontaku, K.E.S. perdió el Campeonato en Parejas de la IWGP ante Ten-Koji en un combate en el que también lucharon las parejas de Takashi Iizuka & Toru Yano y Muscle Orchesta (Manabu Nakanishi & Strong Man).
K.E.S. tuvo la revancha el 22 de junio, luchando contra TenKoji y Iizuka & Yano, pero no lo recuperaron. El 1 de agosto, Archer participó en el 2013 G1 Climax. El torneo concluyó el 11 de agosto, donde Archer derrotó a su compañero Smith, costándole el pase a semifinales y ganando Archer cuatro victorias y cinco derrotas. El 9 de noviembre, en Power Struggle, K.E.S. se enfrentó a Ten-Koji y a Jax Dane & Rob Conway, en una lucha a dos caídas. En la primera caída, perdieron los Campeonatos de la NWA ante Dane & Conway, pero en la segunda ganaron los Campeonatos de la IWGP. Del 24 de noviembre al 8 de diciembre, K.E.S. participó en el torneo 2013 World Tag League. Tras conseguir cinco victorias y una derrota, ganaron en su bloque, pero fueron eliminados en la semifinal por sus rivales Ten-Koji. El 4 de enero de 2014, en Wrestle Kingdom 8, perdieron los títulos ante Bullet Club (Doc Gallows & Karl Anderson).
K.E.S. tuvo otro combate titular el 9 de febrero en The New Beginning in Hiroshima, pero fueron derrotados de nuevo por Bullet Club. El 25 de mayo en Back to the Yokohama Arena, intentaron sin éxito ganar a los Campeones Mundiales en Parejas de la NWA Tencozy en un combate que incluyó a Rob Conway and Wes Brisco. El 21 de junio en Dominion 6.21, tuvieron otra oportunidad al títul ode la NWA, pero volvieron a ser derrotados. Del 23 de julio al 8 de agosto, Smith participó en el torneo 2014 G1 Climax, donde acabó octavo de los 11 luchadores de su bloque, con cinco victorias y cinco derrotas, consiguiendo una victoria sobre Hiroshi Tanahashi el último día. El 13 de octubre en King of Pro-Wrestling, K.E.S. derrotó a Tencozy, ganando por segunda vez el Campeonato Mundial en Parejas de la NWA. K.E.S. participó en la World Tag League 2014 celebrada entre el 22 de noviembre y el 7 de diciembre, pero no lograron colarse en la final.
El 15 de junio de 2019, se informó que Smith ya no estaría luchando por NJPW.

### Major League Wrestling (2018-2020)
En 2018, Smith comenzó a luchar por la Major League Wrestling como miembro de The Hart Foundation con Teddy Hart y Brian Pillman Jr. Su primera lucha fue contra el equipo de Rich Swann y ACH, a quienes derrotaron en un episodio de MLW Fusion que resultó en una conmoción cerebral para Swann. El 2 de noviembre, la edición de The Hart Foundation, Smith venció a ACH, Swann y Marko Stunt en un duelo de 6 luchadores. A partir de ahí comenzaron una rivalidad con los Campeones Mundiales en Parejas de la MLW, Lucha Brothers (Fénix & Pentagón Jr.). 
El 2 de enero de 2019, se reveló que Smith firmó un contrato de varios años con Major League Wrestling. En la declaración de la compañía, dijeron que continuaría compitiendo en Japón. El 2 de febrero, Smith y Hart derrotaron a Lucha Brothers para ganar el Campeonato Mundial en Parejas de la MLW.
En el episodio del 2 de diciembre de 2020 de Fusion, Smith perdió ante Low Ki en la primera ronda de la Opera Cup. Tras su pérdida, el propietario de MLW, Court Bauer, anunció en una conferencia de prensa que Smith dejaría MLW. 

### Game Changer Wrestling (2019-2021)
Desde el 2019 hasta el 2021, Smith tuvo cinco apariciones especiales en GCW. Fue particularmente para sus PPV´s conocidos como Josh Barnett’s Bloodsport, en los cuales todos los combates son de estilo shoot wrestling. El canadiense ganó los primeros 4 de sus 5 encuentros en la promoción. El quinto combate fue en Josh Barnett’s Bloodsport 5, el 20 de febrero del 2021 y ahí Smith fue derrotado por Jon Moxley.

### All Japan Pro Wrestling (2020)
Smith debutó en AJPW en el Champion Carnival 2020.

### Regreso a WWE (2022)
El 16 de julio de 2022, Smith hizo su regreso al ring en un dark match antes de que empezara SmackDown, se uniera a Austin Theory contra Odyssey Jones y Xyon Quinn. Más tarde esa noche, WWE publicó una entrevista exclusiva con Smith en las redes sociales confirmando su regreso a la compañía.

## En lucha
- Movimientos finales

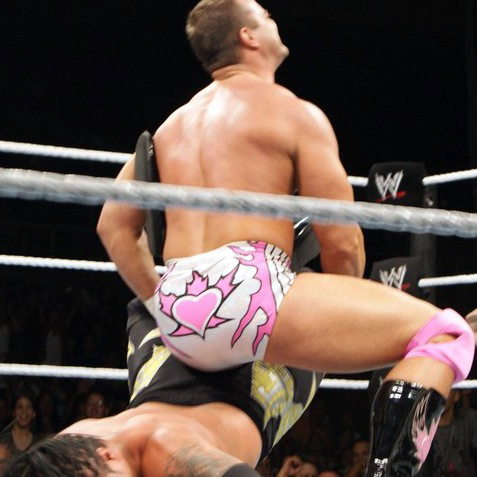
Smith aplicando un "Sharpshooter"

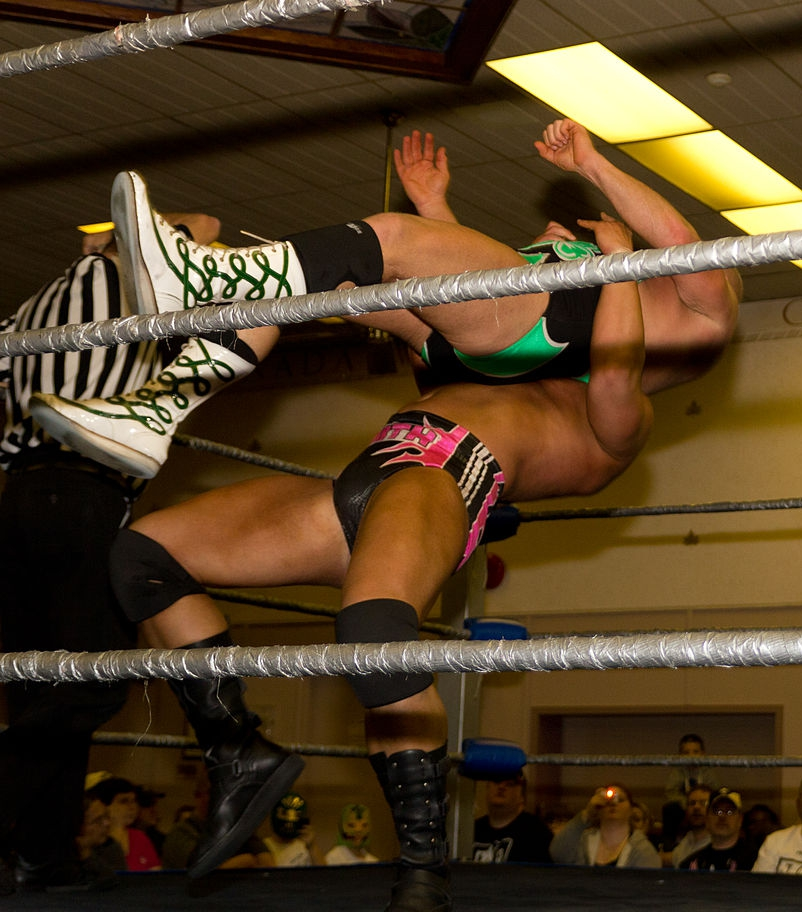
Smith aplicándole un German Suplex a Fit Finlay.

  - Bulldog Bomb (Jumping sitout powerbomb)[22][64] – 2012–presente
  - Camel clutch[1] – 2007–2008
  - Running powerslam[5] – 2000–present; adoptado de su padre
  - Saito suplex[65] – 2008–2010
  - Sharpshooter[22][66] – 2010–present; adoptado de su tío Bret

- Movimientos de firma
  - Arm drag[67]
  - Big boot[68]
  - Bulldog Bite (Dragon sleeper)[1]
  - Brainbuster[1]
  - Elevated Boston crab[1]
  - Multiple suplex variations
    - Belly to back[69]
    - Belly to belly[70]
    - Delayed vertical,[1] sometimes from the second rope[71]
    - German[1]
    - Northern Lights[72]

  - Powerbomb[73]
  - Scoop powerslam[68]
  - Vertical suplex powerslam[74]

- Apodos
  - "The Canadian Bulldog"[75]
  - "Bulldog"[76]
  - "Bulldog II"[77]
- Mánagers
  - Diana Hart
  - Natalya
  - Bret Hart

## Campeonatos y logros
- All Japan Pro Wrestling

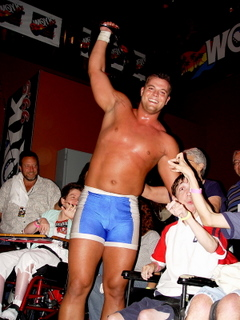
Harry Smith con el Campeonato Sureño de los Pesos Pesados de la FCW.

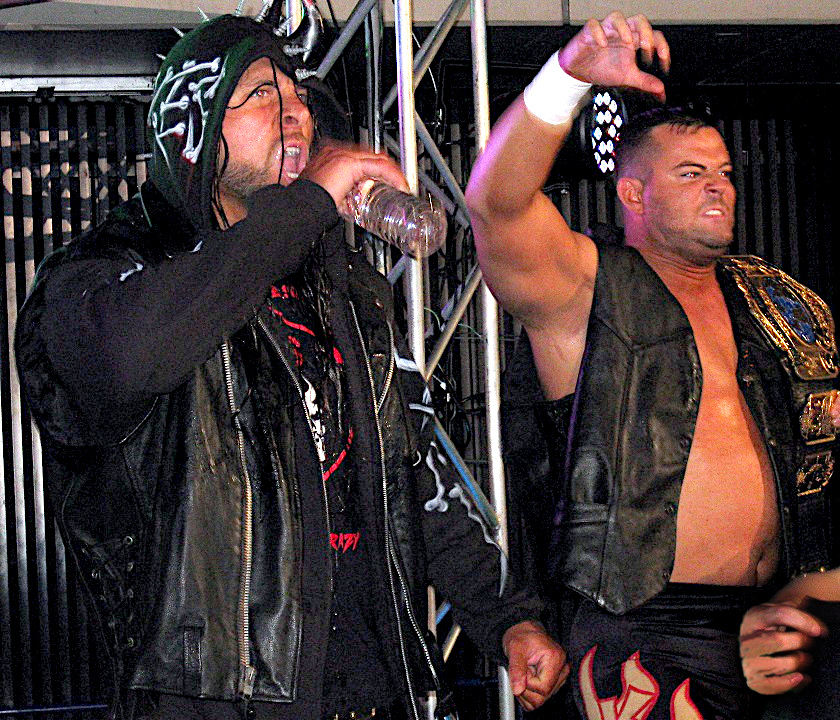
Lance Archer & Davey Boy Smith, Jr., the Killer Elite Squad, como Campeones Mundiales en Parejas de la NWA en junio de 2013.

  - Triple Crown Heavyweight Championship (1 vez)

- AWA Pinnacle Wrestling
  - AWA Pinnacle Heavyweight Championship (1 vez)[1]

- All Star Wrestling (West Virginia)
  - ASW Champion (1 vez, actual)

- Big Time Wrestling
  - BTW Heavyweight Championship (1 vez)

- Florida Championship Wrestling
  - FCW Southern Heavyweight Championship (1 vez)
  - FCW Florida Tag Team Championship (1 vez) - con TJ Wilson

- Major League Wrestling
  - MLW World Tag Team Championship (2 veces) – con Brian Pillman Jr. & Teddy Hart (1), con Tom Lawlor (1).
  - Opera Cup (2019 & 2023)
  - GTC Carnival (2004) – con TJ Wilson[78]

- National Wrestling Alliance
  - NWA World Tag Team Championship (3 veces) – con Lance Archer (2)[38] y  Doug Williams (1)

- New Breed Wrestling Association
  - NBWA Heavyweight Championship (1 vez, actual)[79]

- New Japan Pro-Wrestling
  - IWGP Tag Team Championship (3 veces) – con Lance Archer[26]

- Prairie Wrestling Alliance
  - PWA Tag Team Championship (1 vez) - con T.J. Wilson[1]

- Pro Wrestling NOAH
  - GHC Tag Team Championship (2 veces) – con Lance Archer

- Resistance Pro Wrestling
  - Resistance Pro Championship (1 vez)[80]

- Ring Ka King
  - Ring Ka King Tag Team Championship (1 vez) – con Chavo Guerrero, Jr.[19]

- Stampede Wrestling
  - Stampede International Tag Team Championship (2 veces) - con Apocalypse (1) y Kirk Melnick (1)[81]
  - Stampede North American Heavyweight Championship (1 vez)[82]
  - Stampede King of the Mat (2004) [cita requerida]

- World Wrestling Entertainment
  - WWE Tag Team Championship (1 vez) - con Tyson Kidd - Reinado como Unified WWE Tag Team Championship
  - WWE World Tag Team Championship (1 vez) - con Tyson Kidd - Reinado como Unified WWE Tag Team Championship

- Pro Wrestling Illustrated
  - PWI ranked him # 275 of the 500 best singles wrestlers of the year in the PWI 500 in 2006[83]
  - PWI ranked him # 272 of the 500 best singles wrestlers of the year in the PWI 500 in 2007[84]
  - Situado en el N°197 en los PWI 500 del 2008[85]
  - Situado en el Nº130 en los PWI 500 de 2009[86]
  - Situado en el Nº69 en los PWI 500 de 2010[87]
  - Situado en el Nº124 en los PWI 500 de 2011[88]

- Otros títulos
  - NGW Heavyweight Championship (1 vez)[1]
  - WOW Tag Team Championship (1 vez)[cita requerida]